# Uderna
Uderna är en ort i Estland. Den ligger i Rõngu kommun och landskapet Tartumaa, i den södra delen av landet, 170 km sydost om huvudstaden Tallinn. Uderna ligger 96 meter över havet och antalet invånare är 114.
Terrängen runt Uderna är platt, och sluttar norrut. Runt Uderna är det glesbefolkat, med 15 invånare per kvadratkilometer. Närmaste större samhälle är Elva, 6,8 km nordost om Uderna. I omgivningarna runt Uderna växer i huvudsak blandskog.